# Главатарці
Главата́рці (болг. Главатарци) — село в Кирджалійській області Болгарії. Входить до складу общини Кирджалі.

## Населення
За даними перепису населення 2011 року у селі проживали 11 осіб, усі — болгари.
Розподіл населення за віком у 2011 році:
Динаміка населення: